# On the Shore of the Wide World
On the Shore of the Wide World è un’opera teatrale del drammaturgo britannico Simon Stephens, debuttata a Manchester nel 2005, prima di andare in scena al Royal National Theatre nel maggio dello stesso anno. Il titolo viene da un verso del sonetto di John Keats When I have Fears that I may Cease to Be e la pièce vinse il Laurence Olivier Award alla migliore nuova opera teatrale.
La pièce parla di tre generazioni della famiglia Holmes a Stockport, Inghilterra, ed esamina i loro sogni, speranze e lotta per la sopravvivenza. Il cast originale comprendeva Siobhan Finneran (Alice Holmes), Susannah Harker (Susan Raynolds) e Matt Smith (Paul Danzinger).